# Shō

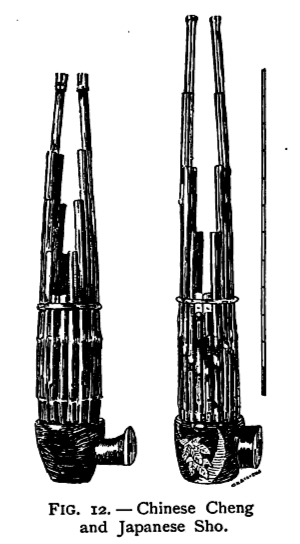
Esquerra - sheng xinès
Dreta - shō japonès

El shō (笙) és un instrument musical de llengüeta lliure tradicional japonès construït a partir de canyes de bambú. Va ser introduït al japó des de la Xina durant l'era Nara, tot i que algunes investigacions diuen que van ser durant el període Heian. És un instrument descendent del Sheng. Consisteix en 17 tubs de bambú, dos dels són silenciosos. Es diu que el so de l'instrument imita el crit del fènix i és per aquest motiu que es conserva el silenci en els dos últims tubs del Shō, com un element estètic, representen les ales de l'animal. Com passa amb el seu parent xinès Sheng, els tubs estan curosament afinats amb una mica de cera. Ja que la humitat en els tubs es pot acumular i això dificulta la netedat del seu so. El sho és un dels tres principals instruments de vent utilitzats en el conjunt de gagaku, la música cortesa del Japó imperial.
El sho ha estat popularitzat recentment per artistes com l'alemany Stephan Micus (als àlbums Implosions, Life i Ocean) i la islandesa Björk, qui l'utilitza com a instrument principal en les seves tres cançons del seu àlbum "Drawing Restraint 9", banda sonora de la pel·lícula del mateix nom de l'artista multimèdia Matthew Barney, sobre la cultura japonesa i contra la caça de les balenes. Les tres cançons són interpretades per Mayumi Miyata, una de les més destacades intèrprets japoneses del sho.
També el compositor americà John Cage va crear diverses obres de música per ser interpretades amb el sho per Mayumi Miyata, poc temps abans de la seva mort.